# 圣勒弥爵堂 (亚眠)
圣勒弥爵堂（Église Saint-Rémi）是法国北部城市亚眠市中心的一座教堂。
该堂由方济各会创建于1233年。旧堂已毁于法国大革命。目前的教堂建于1889-1891年，新哥特式风格，由Paul Delefortrie设计。
2001年8月17日，该堂登记为法国历史古迹。
天主教亚眠教区将该堂分配给 波兰语天主教徒。